# Dàn karaoke

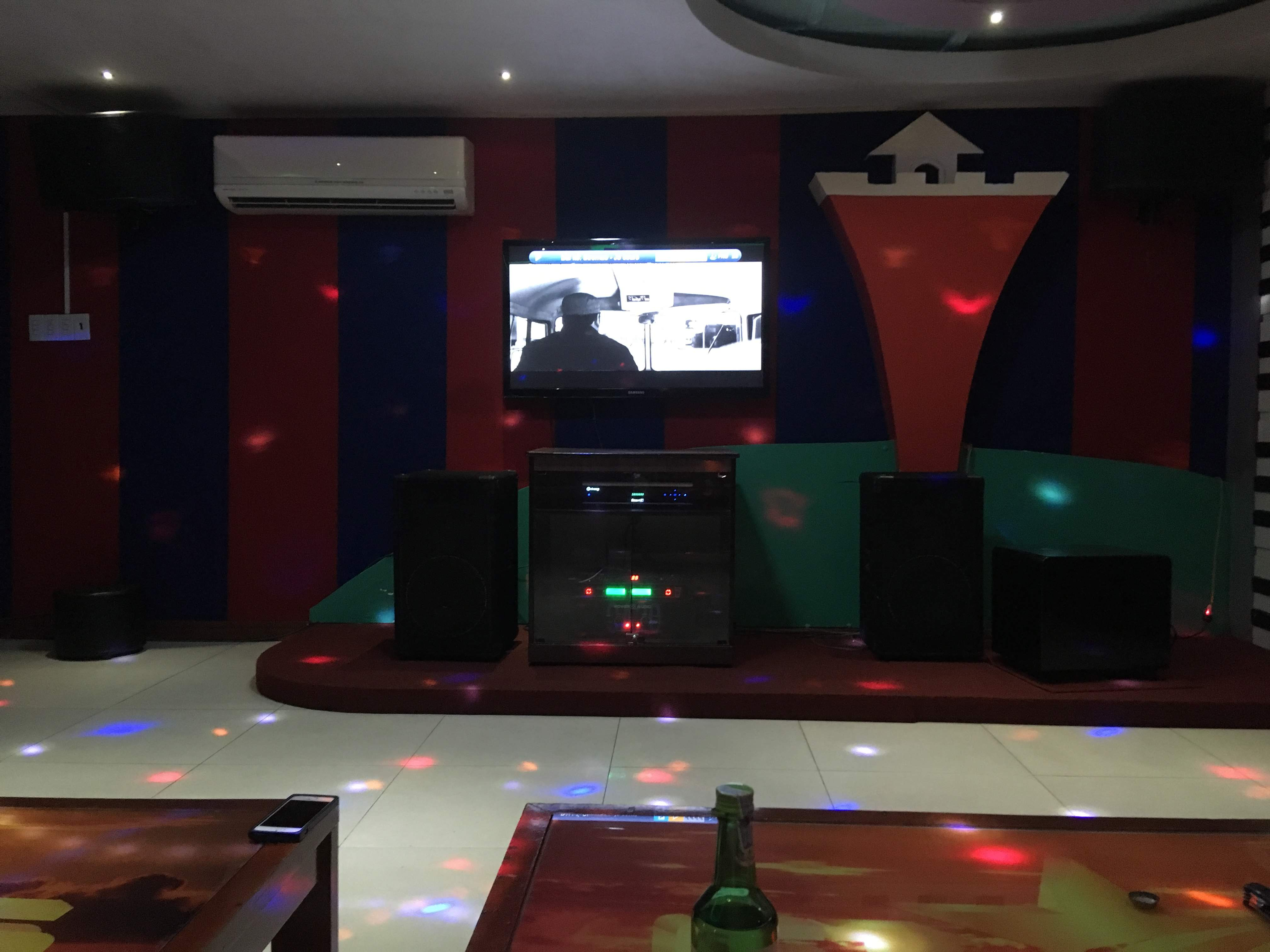
Một quán karaoke ở Nha Trang, Việt Nam.

Dàn karaoke (カラオケボックス karaoke bokkusu), hay còn gọi là karaoke box là một hình thức phòng hát karaoke phổ biến ở nhiều nơi như Đông Á, Đông Nam Á, Nam Á, Hoa Kỳ và Canada. Nó bắt nguồn từ Nhật Bản và ngày nay được ưa chuộng trên toàn cầu, đặc biệt là tại châu Á.

## Khái niệm
Khái niệm Dàn karaoke chủ yếu được sử dụng trong Nhật Bản và Hồng Kông. Trong Đài Loan, Trung Quốc, Campuchia, Singapore, và Hoa Kỳ, dàn karaoke được thường được gọi là KTV (viết tắt của Truyền hình karaoke ở Trung Quốc), videoke ở Philippines, noraebang (노래방) tại Hàn Quốc (theo nghĩa đen có nghĩa là phòng hát), và phòng karaoke ở Việt Nam. Nó cũng phổ biến để chỉ đơn giản là cách gọi tắt là K ở Đặc khu Hành chính Hồng Kông. Ở Việt Nam, karaoke được sử dụng như đi hát karaoke.

## Mô hình
Karaoke box là một hình thức giải trí phổ biến, nơi có nhiều phòng được trang bị thiết bị karaoke và cho thuê theo giờ. Mô hình karaoke box thông thường bao gồm từ 10 đến 20 phòng trở lên, mỗi phòng có thể có chủ đề riêng để tạo ra không gian độc đáo hoặc đơn giản là mô hình karaoke truyền thống. Thường có một quầy bar nằm ở phía trước khu vực để phục vụ khách hàng.
Không chỉ cung cấp dịch vụ karaoke, karaoke box cũng thường bán đồ uống và đôi khi có sẵn đồ ăn. Một số karaoke box cung cấp cả nước giải khát miễn phí. Karaoke được coi là một hoạt động giải trí phổ biến ở Nhật Bản, thu hút mọi lứa tuổi và vẫn giữ được sự ảnh hưởng lớn trong ngành âm nhạc của đất nước này. Điều này cũng làm cho karaoke box trở thành một điểm đến hấp dẫn cho khách du lịch.

## Tổng quan
Thập kỷ 1970, khi karaoke lần đầu ra đời, nó được lắp đặt như một dịch vụ dành cho khách hàng tại các quán bar, quán karaoke hoặc các cửa hàng ẩm thực khác. Sau đó, khi sự phổ biến của karaoke tăng lên, nhu cầu muốn thưởng thức karaoke không liên quan đến việc uống rượu màu mỡ mà muốn tận hưởng karaoke hoặc luyện tập hát đã tăng cao, đặc biệt là ở gia đình và nhóm người cao tuổi.
Vào những năm 1980, dòng máy karaoke sử dụng đĩa laser đầu tiên dành cho mục đích kinh doanh đã được giới thiệu bởi Pioneer. Sự áp dụng của máy đổi đĩa laser đã loại bỏ sự cần thiết của nhân viên quán khi chọn bài hát, từ đó mở ra tiềm năng kỹ thuật cho các phòng karaoke.
Karaoke Box đầu tiên của Nhật Bản, mang tên "Karaoke Container BONBON", được mở cửa vào năm 1984 tại khu Shinkaido, thành phố Kobe, tỉnh Hyogo. Đúng như tên gọi, nó được thiết lập bằng cách sửa đổi và lắp đặt các container hàng hóa dùng trên tàu biển. Trong thời điểm đó, các Karaoke Box thường sử dụng container đã qua sử dụng và trang thiết bị trong cửa hàng cũng đơn giản. Vào thời điểm đó, điều đặc biệt hiếm thấy là Karaoke Container BONBON đã được đưa lên sóng truyền hình tại vùng Kansai. Trên một mảnh đất trống rộng, các container màu vàng, màu nâu và container bị gỉ sắp xếp ngẫu nhiên. Quầy tiếp tân và nhà vệ sinh được làm bằng vật liệu tiền chế gây ấn tượng mạnh.
Trong cuốn sách "Bessatsu Takarajima", Karaoke Box được giới thiệu như một trong những xu hướng văn hóa phụ thuộc và phổ biến trong năm 1988.
Từ những năm 1990 trở đi, Karaoke Box trở thành trào lưu phổ biến. Các tòa nhà cao tầng được chia thành nhiều phòng riêng để tổ chức Karaoke. Đồng thời, các cửa hàng Karaoke được cải tiến trang thiết bị. Trong giai đoạn đầu thập kỷ 1990, với sự phát triển kinh tế mạnh mẽ, nhiều cửa hàng Karaoke được trang bị ánh sáng và âm thanh đẳng cấp. Năm 1992, hình thức Karaoke truyền thông được ra đời, cho phép người dùng hát các bài hát mới một cách nhanh chóng. Karaoke trở thành trào lưu trên toàn quốc, từ các nhóm tuổi khác nhau. Sau đó, người ta bắt đầu đi Karaoke một mình (gọi là Hitorikara) và nhu cầu sử dụng Karaoke cá nhân hoặc nhóm nhỏ tăng cao. Điều này đã thay đổi ngành công nghiệp Karaoke và tạo ra nhiều cửa hàng giá rẻ hơn cho mọi người thưởng thức.

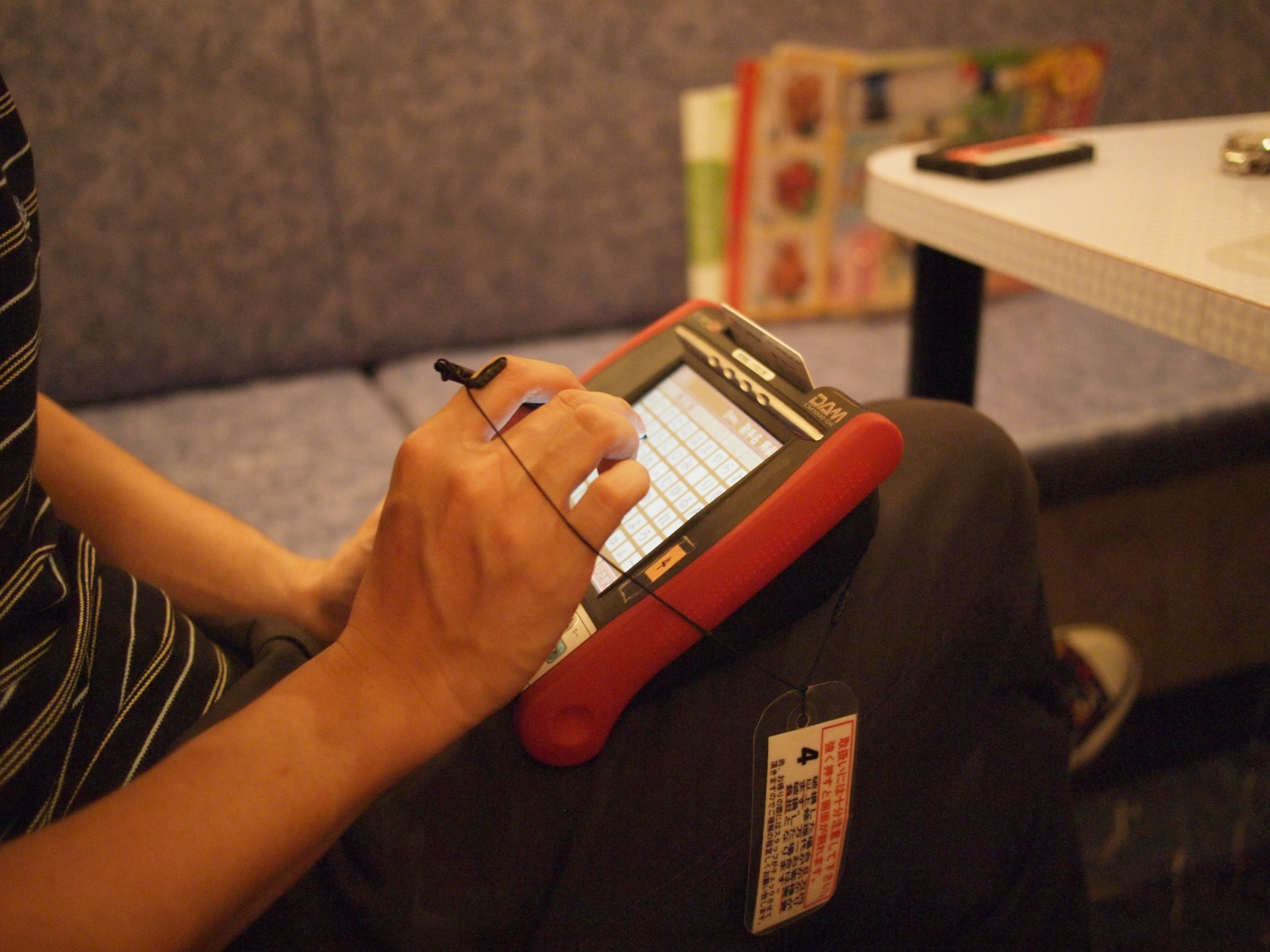
Chọn bài hát

Từ thập kỷ 2010 trở đi, ngành kinh doanh hộp Karaoke đã trải qua quá trình tái cơ cấu. Trong số các nhà sản xuất, First Karaoke Entertainment đã hoàn toàn mua lại Advan và Gold, hai công ty con hoạt động tại vùng Shikoku vào tháng 2 năm 2014 và sau đó sáp nhập vào First Karaoke Entertainment vào tháng 4 năm 2015. Ngoài ra, vào tháng 6 năm 2017, công ty Airside, quản lý "Karaoke Mac", đã trở thành công ty con hoàn toàn thuộc sở hữu của First Karaoke Entertainment . Exing cũng đã chuyển giao hoạt động kinh doanh hộp Karaoke do công ty mẹ trực tiếp điều hành cho công ty con Standard vào tháng 4 năm 2011. Standard đã hoàn toàn mua lại Media Create, công ty quản lý "Karaoke Megaton" vào tháng 11 năm 2013  , và sau đó sáp nhập vào tháng 4 năm 2014.
Trong phần không thuộc nhà sản xuất, công ty Tetsujin-Kakei Keikaku, quản lý "Karaoke no Tetsujin", đã gặp khó khăn về tình hình tài chính do thất bại trong các hoạt động kinh doanh khác, dẫn đến việc nhận thêm vốn từ First Karaoke Entertainment và Exing thông qua việc phát hành cổ phiếu cho bên thứ ba vào tháng 5 năm 2018 . Ngoài ra, Shidax Community, một thời là công ty hàng đầu trong ngành, đã chuyển giao hoạt động kinh doanh "Karaoke Kan" từ Shidax cho công ty B&V, quản lý "Karaoke Kan", vào tháng 6 năm 2018 sau khi gặp khó khăn về hiệu suất kinh doanh và trở thành công ty con của B&V  . Vào tháng 5 năm 2021, Công ty Koshidaka Holdings, quản lý "Karaoke Honpo Manekineko", đã mua lại hoạt động kinh doanh Karaoke của Daisho  .
Trong năm 2020, do đại dịch vi-rút corona mới (SARS-CoV-2) đã lan rộng, nhu cầu về karaoke đã giảm đi. Tuy nhiên, nhờ không gian kín và tính chất cách âm, nơi này đã được tận dụng để làm không chỉ làm nơi làm việc từ xa (telework) mà còn là nơi thực hiện việc tập chơi nhạc, làm việc thêu may hay các hoạt động khác mà không gặp phải những vấn đề như tiếng ồn hay việc tiết lộ thông tin cá nhân   .
Theo cuộc khảo sát của Hiệp hội Doanh nghiệp Karaoke toàn quốc (Nhật Bản), số lượng cửa hàng Karaoke Box vào năm 2020 là 9.344 cửa hàng và vào năm 2021, số lượng này giảm xuống còn 8.436 cửa hàng.

## Xu hướng
Một blogger, người mê karaoke, đã viết rằng "...khi hát karaoke, đam mê âm nhạc vượt lên trên tình yêu tự thân." Mặc dù đa số mọi người thích hát karaoke cùng gia đình và bạn bè, nhưng có những người lại thích hát karaoke một mình để tận hưởng cảm giác thoải mái khi biểu diễn trong phòng một mình. Bên cạnh đó, còn tồn tại một loại karaoke truyền thống khác, trong đó khách hàng biểu diễn trực tiếp trước mặt mọi người và thường được tổ chức tại các khu vui chơi giải trí phổ biến, chứ không phải trong các phòng riêng tư.
Một xu hướng mới về các buồng hát karaoke đã xuất hiện tại các trung tâm mua sắm ở Trung Quốc, nơi khách hàng có thể vào một buồng hát tương tự như một buồng chụp hình, cho phép họ có thể karaoke cùng nhau. Các buồng này rẻ hơn so với hộp karaoke truyền thống, vì không cần thuê một phòng mà chỉ cần vào và hát một số bài hát. Các buồng hát rất giống các hộp karaoke nhưng có quy mô nhỏ hơn, với ít nhất 20.000 buồng hoạt động và ước tính đạt 3,18 tỷ nhân dân tệ vào năm 2017. Các buồng hát được trang bị máy lạnh, ghế cho khách hàng, thiết bị karaoke và tai nghe.
Một xu hướng khác đã xuất hiện gần đây là công ty Itochu Corp., trước đây chủ yếu hoạt động trong lĩnh vực các hộp karaoke, hiện đã bắt đầu cung cấp các hộp karaoke cho các cuộc họp vào ban ngày cho các doanh nghiệp cần một không gian làm việc giá rẻ, với giá bắt đầu từ khoảng 10,00 đô la mỗi giờ.

## Vấn đề an toàn
Các cuộc thảo luận về việc đảm bảo an toàn chống cháy nổ liên quan đến các cơ sở karaoke đã được tiến hành sau một vụ hỏa hoạn tại Hồng Kông, làm dấy lên mối quan tâm của công chúng về sự an toàn của những nơi này. Đã có một nghiên cứu được thực hiện, trong đó họ tái hiện một cơ sở bao gồm ba phòng và một hành lang tại một địa điểm vắng vẻ ở Trung Quốc, với mục đích thử nghiệm một vụ cháy thực tế trong một cơ sở karaoke. Đã có thêm nghiên cứu được thực hiện trên các cơ sở karaoke nhằm đảm bảo an toàn cho khách hàng, trong đó có việc xem xét việc mở rộng chiều dài của hành lang để tăng cường khả năng sơ tán.

## Vấn đề pháp lý
KTV cũng có thể tham khảo một video karaoke nhạc, video âm nhạc với lời bài hát karaoke và MMO. Một số video âm nhạc karaoke đã được bán cho các cơ sở KTV theo hợp đồng độc quyền, làm cho một số người sử dụng chúng để sao chép video karaoke nhạc bất hợp pháp và chia sẻ trên Internet. Chúng thường được tìm thấy trên Internet trong MPEG (VCD) hoặc VOB (DVD) định dạng với (KTV) nối vào tên tập tin.

## Hình ảnh

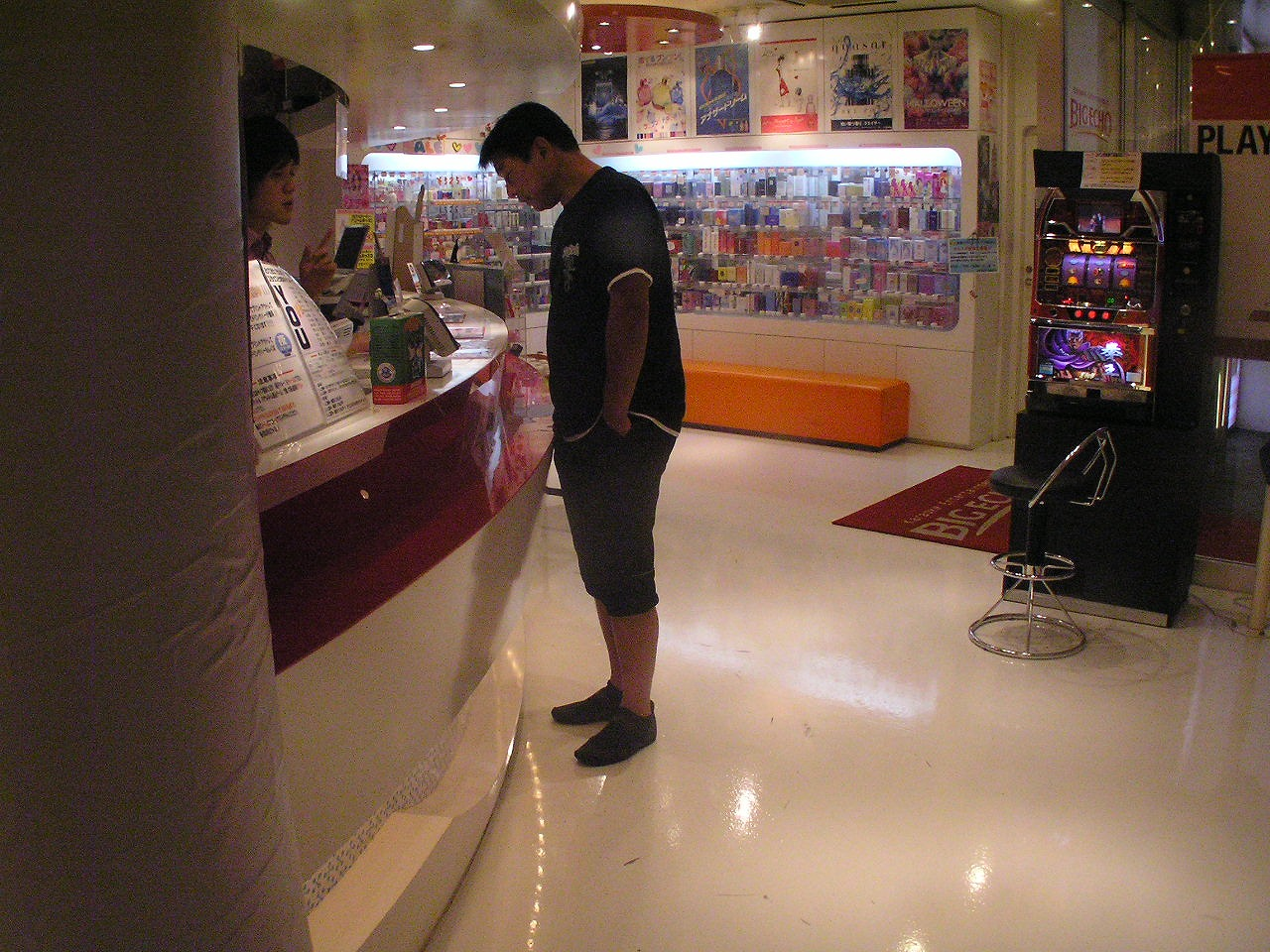
Sảnh của một quán karaoke tại Nhật Bản
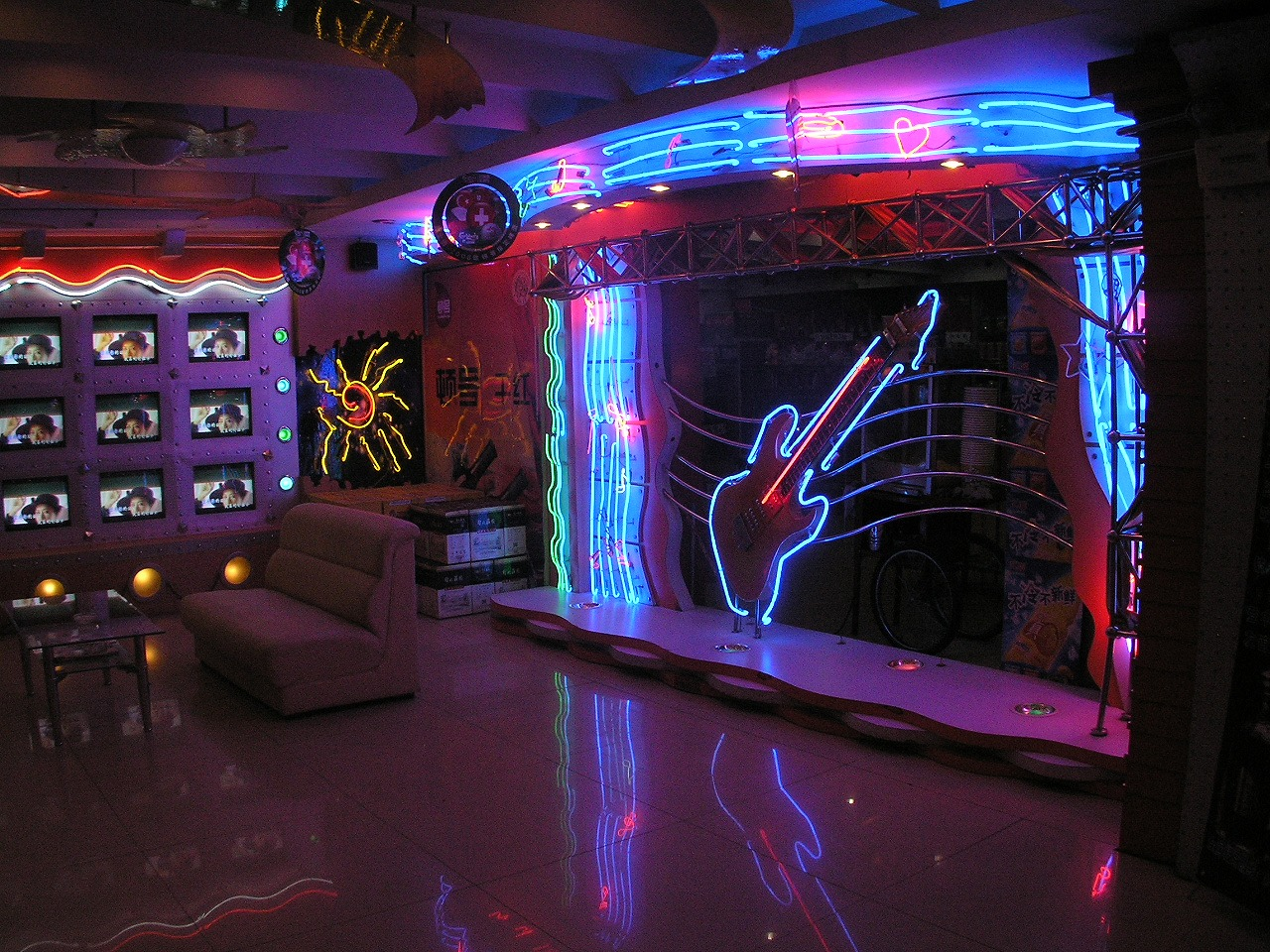
Lối vào một dàn karaoke tại Cáp Nhĩ Tân, Trung Quốc
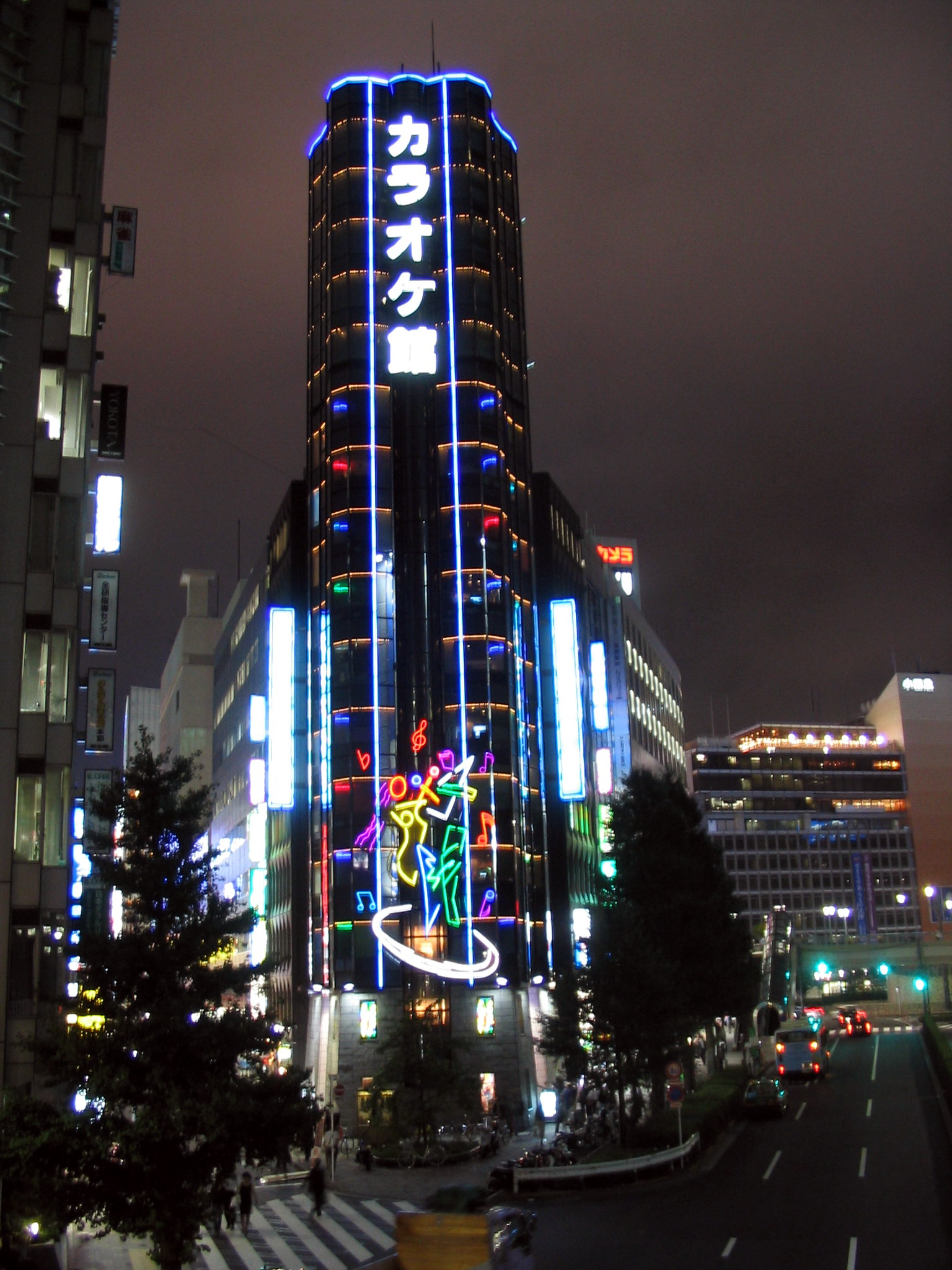
Một quán karaoke trong một tòa nhà chọc trời trong Shinjuku, Tokyo, đặc trưng trong bộ phim Lost in Translation